# Калининград
Калининград (на руски: Калининград; на полски: Крулевиец), по-рано (1255 – 1946) Кьонигсберг, е град в Русия, административен център на Калининградска област, която е полуексклав, разположен между Литва, Полша и Балтийско море.
Градът е разположен при вливането на река Преголя във Висленската лагуна. Населението му през 2017 година е 467 289 души.

## История
Днешният Калининград е основан от чешкия крал Отокар II и е наречен в негова чест Кьонигсберг (на немски: Königsberg – буквално „Кралска планина“, преносно „Кралска твърд“). Той е сред главните градове на Тевтонския орден, а след това е център на Източна Прусия.
След края на Втората световна война тази част на бивша Прусия преминава в състава на СССР и немското население напуска региона. През 1946 г. градът е наречен на името на съветския комунистически функционер Михаил Калинин.
В началото на 1990-те години се повдига въпросът за връщането на историческото му немско название Кьонингсберг, възстановяването на старите названия на улиците, а също така и населени пунктове в областта.
На града е наречен германският крайцер „Кьонигсберг“.

## Деление
Градът се дели на 4 административни района:
- Московски район
- Ленинградски район
- Октомврийски район
- Централен район

Довоенните названия на градските райони (например Хуфен, Юдитен и др.) сега са малко известни. Останали са често употребявани названия като Шпандинен, Калген, Понарт.

В състава на градската административна единица влизат и няколко селища:
- Чкаловск
- Александър Космодемян
- Прибережни
- Борисово и др.

## Транспорт
В Калининград се намира най-западното и единствено незамръзващо пристанище на Русия в Балтийско море. Автобусни маршрути свързват Калининград с Беларус, Литва, Латвия, Полша и Германия.
След влизането на Полша и Литва (през май 2004 година) в състава на Европейския съюз жителите на Калининградска област изпитват трудности при пресичането на границите и са изолирани от останалата част на Русия.

## Известни личности
Родени в Калининград
- Алгис Будрис (1931 – 2008), американски писател
- Давид Хилберт (1862 – 1943), математик
- Имануел Кант (1724 – 1804), философ
- Фридрих I (1657 – 1713), крал
- Йохан Георг Хаман (1730 – 1788), философ

Починали в Калининград
- Симон Дах (1605 – 1659), поет
- Имануел Кант (1724 – 1804), философ

## Климат
| Калининград                                    | Калининград | Калининград | Калининград | Калининград | Калининград | Калининград | Калининград | Калининград | Калининград | Калининград | Калининград | Калининград | Калининград |
| Месеци                                         | яну.        | фев.        | март        | апр.        | май         | юни         | юли         | авг.        | сеп.        | окт.        | ное.        | дек.        | Годишно     |
| Абсолютни максимални температури (°C)          | 12,7        | 15,6        | 23,0        | 28,5        | 30,6        | 33,5        | 36,3        | 36,5        | 33,8        | 26,4        | 19,4        | 13,3        | 36,5        |
| Средни максимални температури (°C)             | 0,7         | 1,5         | 5,6         | 12,3        | 18,0        | 20,5        | 23,0        | 22,6        | 17,6        | 12,1        | 5,6         | 1,9         | 11,8        |
| Средни температури (°C)                        | −1,5        | −1,1        | 2,0         | 7,3         | 12,5        | 15,5        | 18,1        | 17,6        | 13,1        | 8,4         | 3,3         | −0,3        | 7,9         |
| Средни минимални температури (°C)              | −3,9        | −3,6        | −1,1        | 2,9         | 7,4         | 10,9        | 13,6        | 13,1        | 9,2         | 5,2         | 1,1         | −2,5        | 4,4         |
| Абсолютни минимални температури (°C)           | −32,5       | −33,3       | −21,7       | −5,8        | −3,1        | 0,7         | 4,5         | 1,6         | −2          | −11,2       | −18,7       | −25,6       | −33,3       |
| Средни месечни валежи (mm)                     | 68          | 49          | 52          | 36          | 54          | 79          | 77          | 97          | 74          | 82          | 83          | 73          | 824         |
| ---------------------------------------------- | ----------- | ----------- | ----------- | ----------- | ----------- | ----------- | ----------- | ----------- | ----------- | ----------- | ----------- | ----------- | ----------- |
| Източник: Pogoda.ru.net NOAA (sun 1961 – 1990) |             |             |             |             |             |             |             |             |             |             |             |             |             |

## Побратимени градове
Калининград е побратимен град с
- Бялисток, Полша
- Гданск, Полша
- Гдиня, Полша
- Гюмри, Армения
- Гронинген, Нидерландия
- Забже, Полша
- Калмар, Швеция
- Кил, Германия
- Клайпеда, Литва
- Малмьо, Швеция
- Мексико, Мексико
- Норфолк (Вирджиния), САЩ
- Олбор, Дания
- Торун, Полша

## Топографски карти
- Лист от карта N-34-IX Калининград. Мащаб: 1 : 200 000. Състояние на местността към 1984 год. Издание 1988 г.
- Лист от карта N-34-XV Бартошице. Мащаб: 1 : 200 000. Състояние на местността към 1980-1984 год. Издание 1987 г.